# Калитино (Большесельский район)
Калитино — деревня в Большесельском сельском поселении Большесельского района Ярославской области.
Деревня Калитина указана на плане Генерального межевания Рыбинского уезда 1792 года.

## Население
По данным статистического сборника «Сельские населенные пункты Ярославской области на 1 января 2007 года», в деревне Калитино проживает 31 человек. По топокарте на 1981 год в деревне проживало 0,03 тыс. человек.

## География
Деревня расположена к северо-западу от районного центра Большое село, в 6 км к северу от Нового села, от которого идёт дорога на Гари и далее к Павлово. Деревня стоит при пересечении этой дороги с вытекающей из расположенного к востоку Дуниловского болота рекой Малая Койка: на левом южном берегу реки и на западной стороне дороги. Выше Калитино по течению, на противоположном берегу реки на расстоянии около 1 км стоит деревня Судовики. Вниз по течению ближайшая деревня Погорелки удалена примерно на 3 км. Деревня Гари расположена в 2 км к северу дороге. Ближайшая деревня в сторону Нового села Тешелово стоит на правом берегу реки Онучино в 2,5 км к югу.